# María Currea
María Currea, née le 28 mai 1890, morte le 23 mai 1985, est une féministe, suffragette, femme politique, infirmière et journaliste colombienne, promotrice des droits des femmes. 
Elle joue un rôle déterminant dans le militantisme pour faire voter les lois colombiennes successives reconnaissant le droit des femmes à la citoyenneté, puis l'accès à l'enseignement supérieur et aux emplois publics. Pour l'obtention du droit de vote des femmes, elle est cofondatrice et présidente de l'Unión Femenina de Colombia (Union des femmes de Colombie), et cofondatrice de l'Alianza Femenina de Colombia (Alliance des femmes de Colombie). Elle est aussi déléguée de la Colombie à la Commission interaméricaine des femmes.
Elle est honorée en 1960 comme l'une des « Femmes des Amériques » par l'Organisation des États américains et reçoit de nombreux prix et distinctions. Un prix portant son nom est décerné chaque 8 mars à l'occasion de la Journée internationale des femmes, à la Colombienne qui a excellé dans la promotion des droits des femmes dans sa communauté.

## Biographie

### Jeunesse et formation
María Currea Manrique naît le 28 mai 1890 à Bogotá, en Colombie. Elle est la fille du général Aníbal Currea et d'Hersilia Manrique de Currea. Grâce à l'aisance de sa famille, elle peut beaucoup voyager à travers l'Europe et les États-Unis, et apprend d'autres langues. 
Comme les femmes n'ont pas accès à l'enseignement supérieur en Colombie à cette époque, c'est à New York qu'elle obtient un diplôme d'infirmière à l'hôpital presbytérien, puis elle part en France étudier la philosophie et les sciences humaines à l'université de la Sorbonne à Paris et y obtient un doctorat. María Currea épouse Ruperto Aya, un ancien combattant de la guerre des Mille Jours, qui jouera un rôle dans l'obtention des droits des femmes. 

### Droits des femmes
En 1930, un groupe de femmes dirigé par Georgina Fletcher (es) tente d'obtenir les droits citoyens pour les femmes colombiennes. Jusqu'alors, le salaire des femmes appartient à leur mari, à leur père ou à leurs frères et elles ne peuvent exercer aucune tutelle sur leurs enfants. 
Les femmes n'y réussissent pas en 1930, mais deux ans plus tard, María Currea est présentée par son époux au président Enrique Olaya Herrera ; María Currea et d'autres femmes font alors pression sur lui, pour qu'il appuie l'évolution des lois, en faveur de la citoyenneté des femmes en Colombie. L'adoption de la loi 28 en 1932 reconnaît pour la première fois la citoyenneté des femmes en Colombie.
María Currea et ses concitoyennes continuent à faire pression pour leurs droits et elles obtiennent en 1933 le droit d'accéder à l'enseignement supérieur, puis en 1936 le droit d'exercer des fonctions publiques. 
Elle est de 1938 à 1948 la déléguée de la Colombie à la Commission interaméricaine des femmes (en espagnol : Comisión Interamericana de Mujeres, CIM). Elle vit aux États-Unis de 1937 à 1944. Lorsqu'elle n'est pas occupée dans les affaires de la CIM, María Correa enseigne l'espagnol, travaille au Henry Street Settlement Home, écrit des articles pour des journaux et effectue des travaux de traduction, tout en intervenant à de nombreuses conférences en Colombie et à l'étranger,.

### Cofondatrice et présidente d'associations, droits de vote des femmes, élue maire
María Currea revient dans son pays en 1944 et y participe à la fondation des organisations en faveur du droit de vote des femmes, l'Unión Femenina de Colombia (UFC, Union des femmes de Colombie) et l'Alianza Femenina de Colombia (Alliance des femmes de Colombie) avec Lucila Rubio de Laverde.
María Currea est choisie comme présidente de l'UFC, et conduit cette association à lutter non seulement pour l'émancipation des femmes, mais aussi pour lutter contre les inégalités socio-économiques. Elle s'associe pour cela à d'autres femmes comme María Calderón de Nieto, Teresa Cuervo, Saturia García de Álvarez, María Elena Jiménez de Crovo, María Montaña de Rueda Vargas, María Eugenia Rojas Correa, Rosita Turizo de Trujillo et sa fille Beatriz Aya Currea. Pendant une décennie, elles soumettent des propositions et des projets qui sont tous rejetés, aussi bien par les libéraux que par les conservateurs.
Les femmes colombiennes obtiennent finalement le 25 août 1954 le droit de vote ; María Currea et d'autres militantes du droit de vote se mettent aussitôt en campagne par le porte à porte, pour inscrire les femmes sur les listes électorales. Lors de la première élection à laquelle les femmes sont autorisées à voter, en 1957, près de deux millions de femmes Colombiennes y prennent part. Deux ans plus tard, María Currea se présente aux élections et est élue première conseillère municipale de Bogota. Elle est ensuite élue première femme à présider le conseil. Elle est reconnue et honorée en 1960 comme « Femme des Amériques » par l'Organisation des États américains. En 1969, elle est élue maire de la ville de Pacho.

### Autres actions
En plus de son action politique, María Currea fonde l'école d'infirmières de la Croix-Rouge, elle est active au sein de l'Union des citoyens de Colombie, elle participe comme volontaire de la Croix-Rouge des Dames Grises de Bogota et elle est membre du conseil d'administration de Profamilia. María Currea meurt le 23 mai 1985 à Bogota, en Colombie.

## Récompenses et honneurs
En plus de sa reconnaissance comme Femme des Amériques, María Currea est distinguée à deux reprises de l'Ordre de Boyaca, d'abord en 1962 comme officier, puis en 1978 comme commandeur de cet ordre. Elle reçoit du président du Pérou le statut d'officier de l'Ordre du mérite pour services distingués en 1972 et elle est décorée de la Médaille de l'Association colombienne des Nations unies en 1981. Un ordre civil du Mérite portant son nom est institué en 2004 pour être décerné chaque année le 8 mars lors de la Journée Internationale des femmes, « à la femme qui, au niveau du district, a excellé dans les domaines social, culturel, du travail et de défense des droits de l'homme », et dont la contribution a mené au développement et à l'amélioration de la qualité de vie de la communauté.